# Julie Charpentier
Julie Charpentier fue una escultora y taxidermista francesa de la primera mitad del siglo XIX, nacida el 22 de enero de 1770 en París y fallecida el año 1845.

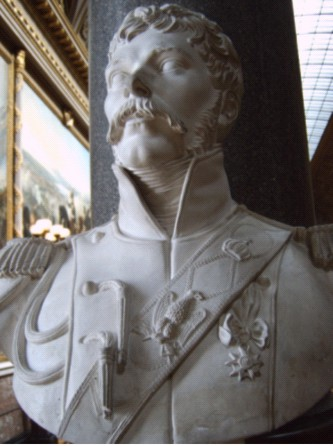
Busto del Coronel Morland, yeso por Julie Charpentier (Palacio de Versalles, Sala de las Batallas).

## Datos biográficos
El padre de Julie era el grabador y mecánico de Blois que se trasladó a París, François Philippe Charpentier. De él Julie aprendió los fundamentos del dibujo antes de convertirse en la pupila del gran escultor Augustin Pajou.
Desde 1793, realizó en yeso o terracota bustos de varias personalidades, como los de los profesores zoólogos Geoffroy Saint-Hilaire y Georges Cuvier, el prefecto Corbigny, o el Sr. Marscele, director de la imprenta imperial. En 1806, esculpió, a petición de Corbigny la decoración en bajorrelieve de una fuente erigida en Blois, cerca de la Iglesia de San Vicente de Paúl. Este bajorrelieve en mármol de Carrara era una alegoría de la villa natal del padre de la artista.
Julie Charpentier atendió en varias ocasiones encargos del Estado francés. En 1816, el Ministerio de la Casa Real ordenó un busto de mármol de Domenichino para el Louvre. Completado por Julie Charpentier en 1818, fue entregado al año siguiente. Para el museo de Versalles, realizó los bustos del coronel Morland (1806) y de Pierre Lescot (1814).
Antes de 1820, esculpió los bustos esculpidos en mármol blanco de Joseph-Marie Vien y Gerard Audran (Museo de Lyon). Julie Charpentier también ejecutó retratos a lápiz e imitaciones de camafeos tallados en piedra de afilar navajas.
Expuso en el Salón de varias de sus obras, entre ellas:
- su propio busto (1793);
- un busto de Geoffroy Saint-Hilaire (1801);
- un bajorrelieve representando a la ciudad de Blois, con sus atributos (modelo del bajorrelieve de la fuente de Blois), un busto del Sr. Corbigny, prefecto del departamento de Loir-et-Cher, y un busto del Coronel Morland (1806);
- un busto de yeso del Rey de Roma (1812);
- un busto del Dominiquin y un bajorrelieve para la fuente de la Bastilla en el que figura una alegoría de la Cirugía (1819);
- un busto, de mármol de los Pirineos,[1] de Clémence Isaure (1822), encargado por el Ministerio del Interior para la ciudad de Toulouse;
- un bajorrelieve para la fuente de la Bastilla en el que figuran una alegoría de la Geografía (1824);
- un busto de Joseph-Marie Vien (1829).

También es conocida por su talento como un taxidermista, trabajó en el Jardin des Plantes, donde disecó una pantera y realizó los moldes de otros animales.